# 斛律羨
斛律 羨（こくりつ せん、? - 572年）は、中国の北斉の軍人。字は豊楽。朔州勅勒部の出身。

## 経歴
斛律金の次男として生まれた。若い頃から機知に富み、弓射の芸を得意とした。高澄に抜擢されて開府参軍事となった。征虜将軍・中散大夫に転じ、安西将軍を加えられ、大夏県子に封ぜられ、通州刺史に任ぜられた。天保元年（550年）、北斉が建国されると、征西将軍に進み、顕親県伯に封ぜられた。天保4年（553年）、武衛大将軍となった。
河清3年（564年）、使持節・都督幽安平南北営東燕六州諸軍事・幽州刺史に転じた。その年の秋、突厥が衆10万あまりを率いて州境を攻撃してくると、斛律羨は諸将を率いて防御にあたった。突厥は斛律羨の軍威が整っているのをみて、あえて戦おうとせず、使者を派遣して和睦を求めてきた。斛律羨は突厥の態度に偽りがあると考え、「おまえたちはもとより朝貢してはこず、機を見て乱を起こし、一定の考えがない。もし真の誠意があるなら、早く巣穴に帰って、別に使者を派遣してくるがいい」と返事をすると、突厥は退却していった。天統元年（565年）5月、突厥の木汗可汗が朝献を望む使者を派遣してくると、斛律羨は初めて上聞し、このときから突厥による北斉への朝貢は歳時にふれて絶えなくなった。詔により斛律羨は行台僕射を加えられた。斛律羨は北方民族の侵攻に対応するため、山の屈曲に沿って2000里あまりにわたる長城を整備し、その間200里ごとに山を切り開いて築城し、谷を隔てて防柵を立て、兵士の詰め所50カ所あまりを置いた。また高梁水を引いて北の易京から東の潞州に合流させ、畑を灌漑させて、農業を発展させ、水運にも用立てて、公私ともに利益をえた。天統3年（567年）、特進の位を加えられた。天統4年（568年）、行台尚書令に転じ、高城県侯に封ぜられた。
武平元年（570年）、驃騎大将軍を加えられた。一族は北斉の権門として栄華を極めたが、斛律羨はむしろ立場の危うさを憂慮し、辞職を願い出て許されなかった。その年の秋、爵位は荊山郡王に進んだ。
武平3年（572年）7月、兄の斛律光が処刑されると、斛律羨は勅使の中領軍の賀抜伏恩らに捕らえられた。洛州行台僕射の独孤永業が斛律羨の職務を代行した。賀抜伏恩らがやってきたとき、門衛が城門を閉めて抵抗しようとしたが、斛律羨は「勅使をどうして疑い拒むことができよう？」と言って出ていき、捕らえられた。長史庁事で処刑された。臨終にあたって、「富貴はかくの如く、娘は皇后となり、公主は家に満ち、常に300の兵を使わば、何ぞ敗れざるをえん！」と嘆いた。
子のうち斛律世達・斛律世遷・斛律世弁・斛律世酋・斛律伏護の5人は連座して処刑されたが、15歳以下の者は許された。

## 伝記資料
- 『北斉書』巻17 列伝第9
- 『北史』巻54 列伝第42